# Lithacodia atrata
Lithacodia atrata är en fjärilsart som beskrevs av Butler 1881. Lithacodia atrata ingår i släktet Lithacodia och familjen nattflyn. Inga underarter finns listade i Catalogue of Life.